# Sigratsbold
Sigratsbold ist ein Ortsteil der Gemeinde Lengenwang im schwäbischen Landkreis Ostallgäu.
Der Weiler liegt 1,5 km nordöstlich von Lengenwang an der Lobach. Westlich führen die Staatsstraße 2008 und die Bahnstrecke Marktoberdorf–Füssen vorbei.
Sehenswert ist die Marienkapelle aus dem 17. Jahrhundert.